# Yawanda
Yawanda est un village de la Région du Littoral du Cameroun, situé dans la commune d'Édéa Ier. Il est situé à 9 km de Dehane, sur la route qui lie Edéa à Dehane. On y accède par une piste le long du Nyong.

## Population et développement
En 1967, la population de Yawanda était de 65 habitants. La population de Yawanda était de 237 habitants dont 117 hommes et 120 femmes, lors du recensement de 2005. Elle est essentiellement composée de Bakoko. 